# Martin Fourcade
Martin Fourcade Va néixer a Ceret, 14 de setembre del 1988 és un biatleta i militar nord-català, sotsoficial de l'Exèrcit francès. Va obtenir la primera medalla d'or catalana als Jocs Olímpics d'Hivern de 2014, disputats a Sotxi. Repetiria l'èxit a Pyeongchang 2018 aconseguint tres medalles d'or. Martin és germà de Simon Fourcade.

L'any 2020 va anunciar la seva retirada, després d'haver aconseguit cinc medalles d'or olímpiques de biatló, i tretze títols mundials.

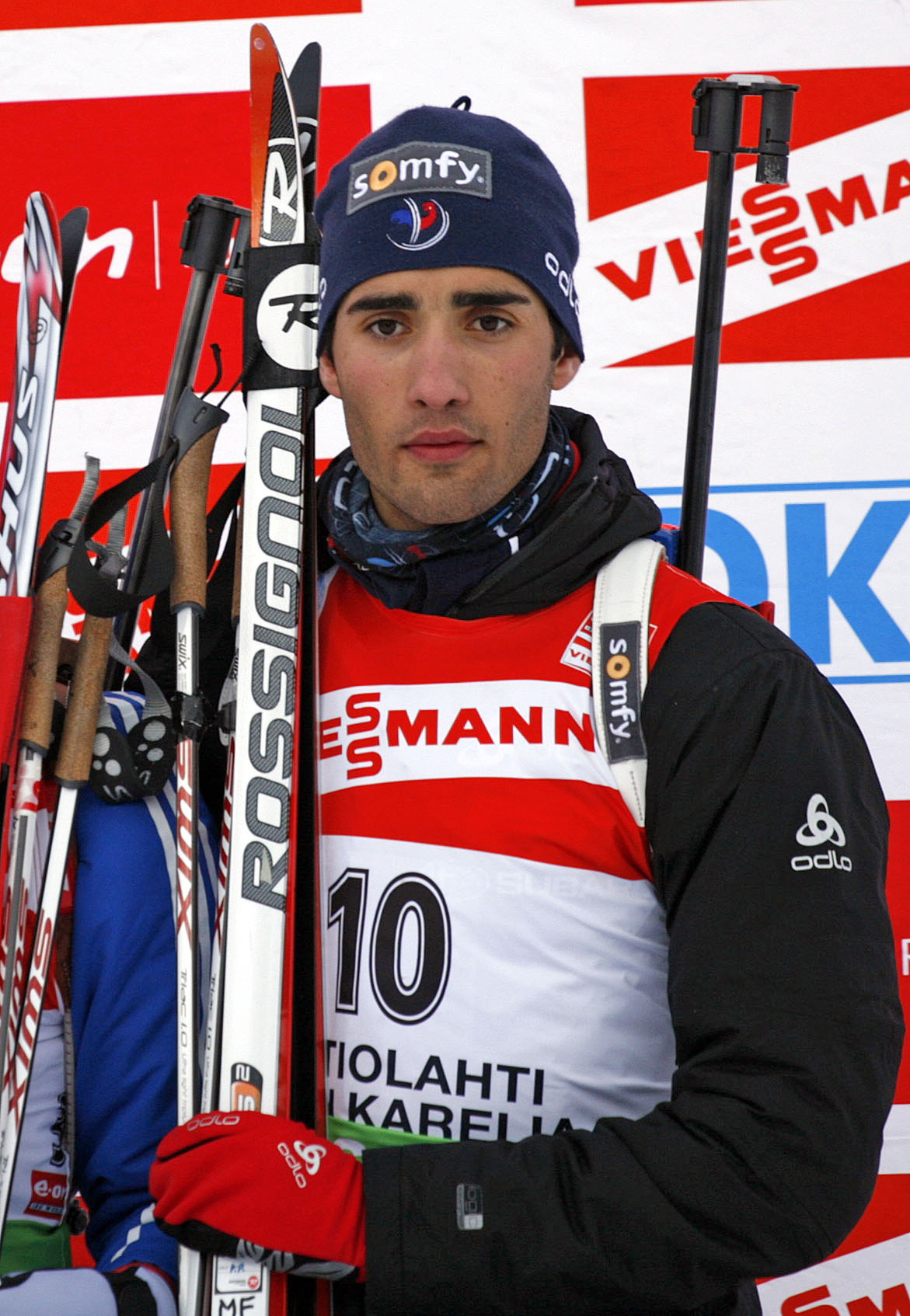
Martin Fourcade (2010).
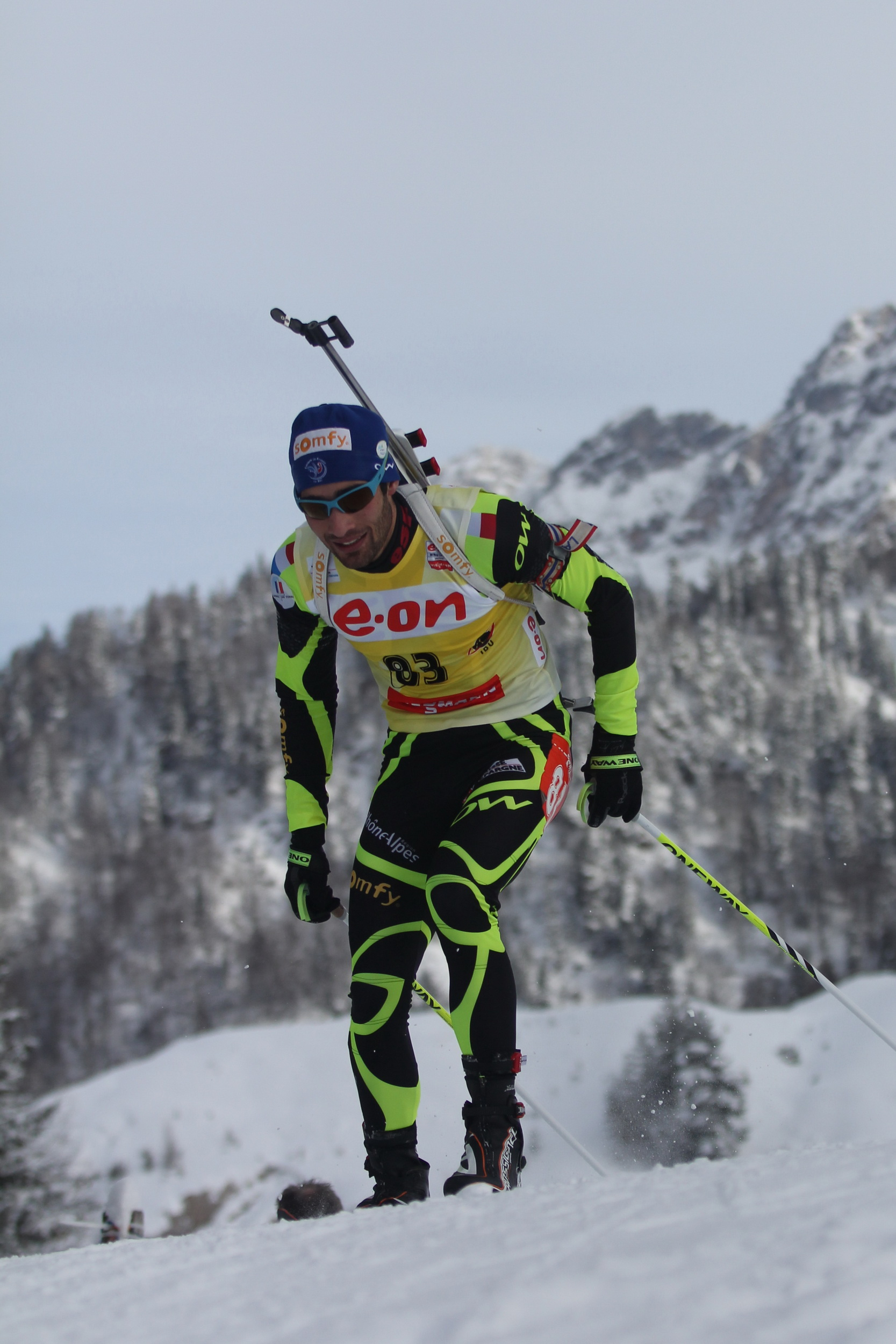
Martin Fourcade (2012).